# Ermita de San Juan de Arrarain
La Ermita de San Juan de Arrarain es un edificio religioso católico de estilo románico, situado en el concejo de Elburgo, perteneciente a la provincia de Álava, País Vasco (España)

## Localización
La ermita de San Juan de Arrarain se localiza a las afueras del núcleo principal de Elburgo, al otro lado de las vías del tren. Está situada entre campos de cultivo, en un pequeño montículo y adosada al cementerio, del que hace funciones de capilla. Su ubicación estaba muy relacionada con el conocido como camino de los romanos, que posiblemente hacía referencia a la presencia de la cercana calzada romana que unía Astorga y Burdeos. También se encuentra en el paso del Camino de Santiago Vasco del Interior.

## Historia
El edificio es el último vestigio que queda en pie de la antigua aldea altomedieval de Arrarain, que, como numerosas poblaciones coetáneas, vivió el proceso de despoblamiento que se dio en el territorio de Álava durante el siglo XIV, en el contexto de la fundación de las villas. Fue entonces  cuando sus vecinos pasaron a habitar Elburgo. La primera mención documental de Arrarain es del siglo XI, en el documento conocido como Reja de San Millán.

## Descripción

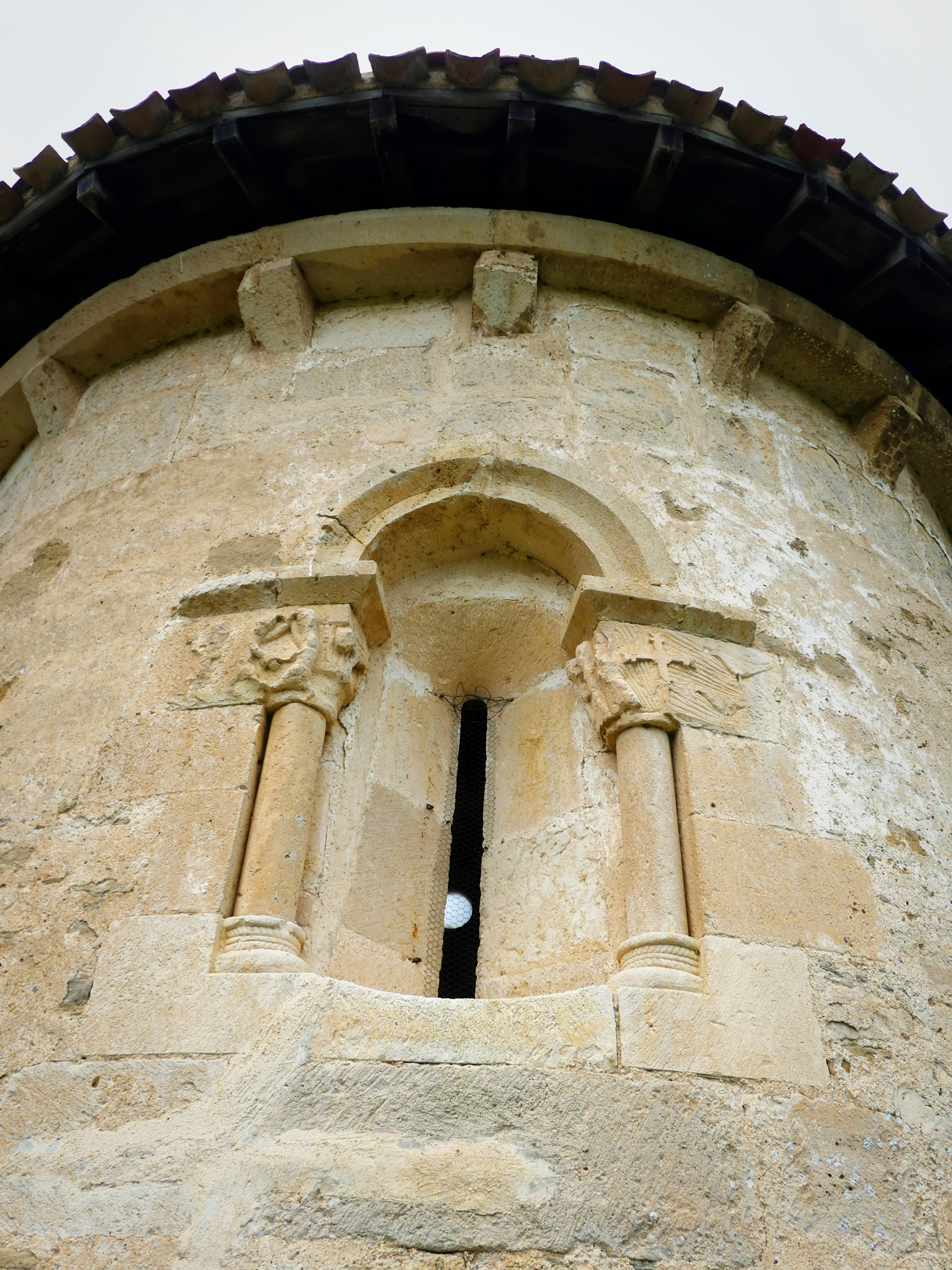
Ventana absidial de la ermita de San Juan de Arrarain

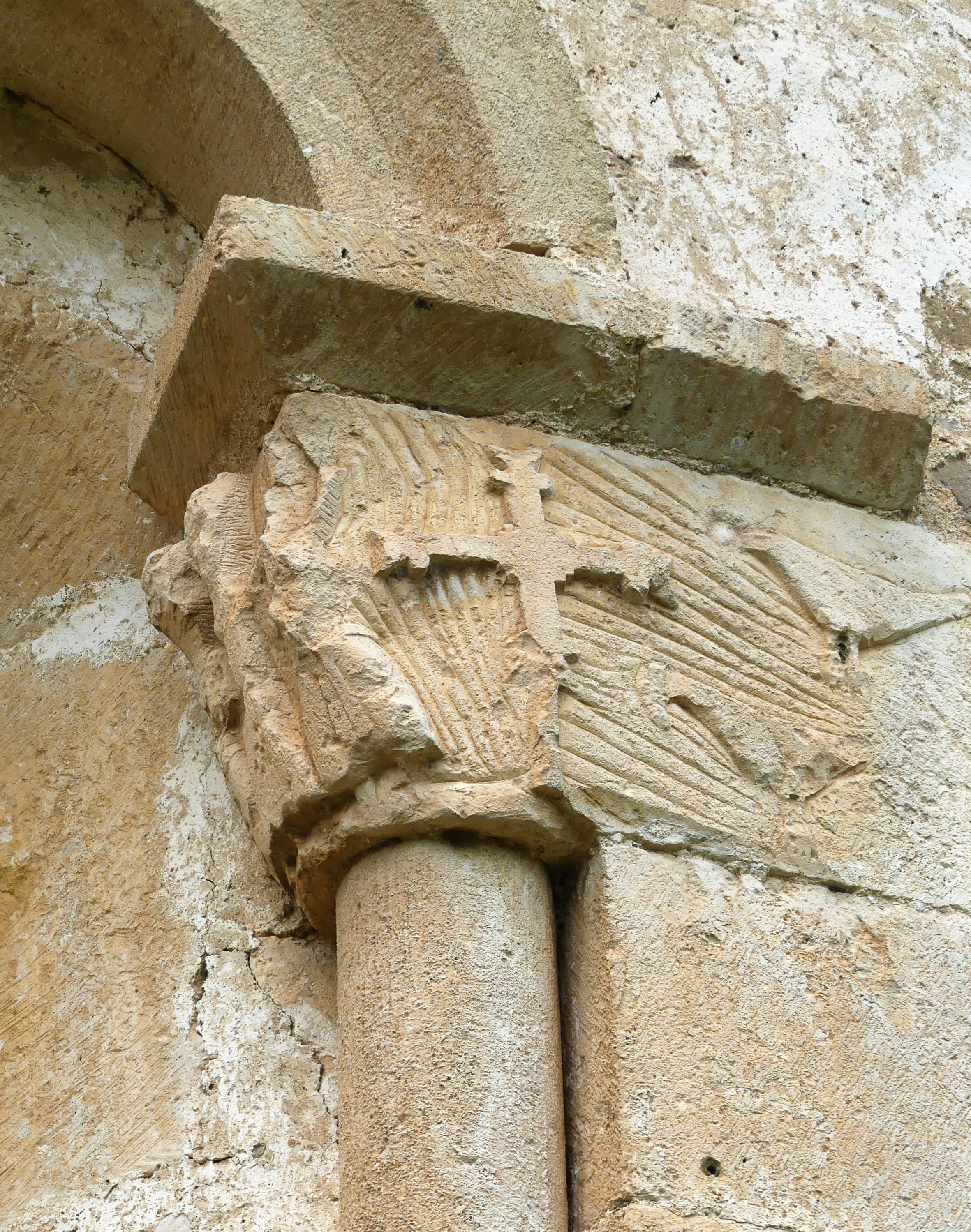
Capitel exterior de la ventana absidial

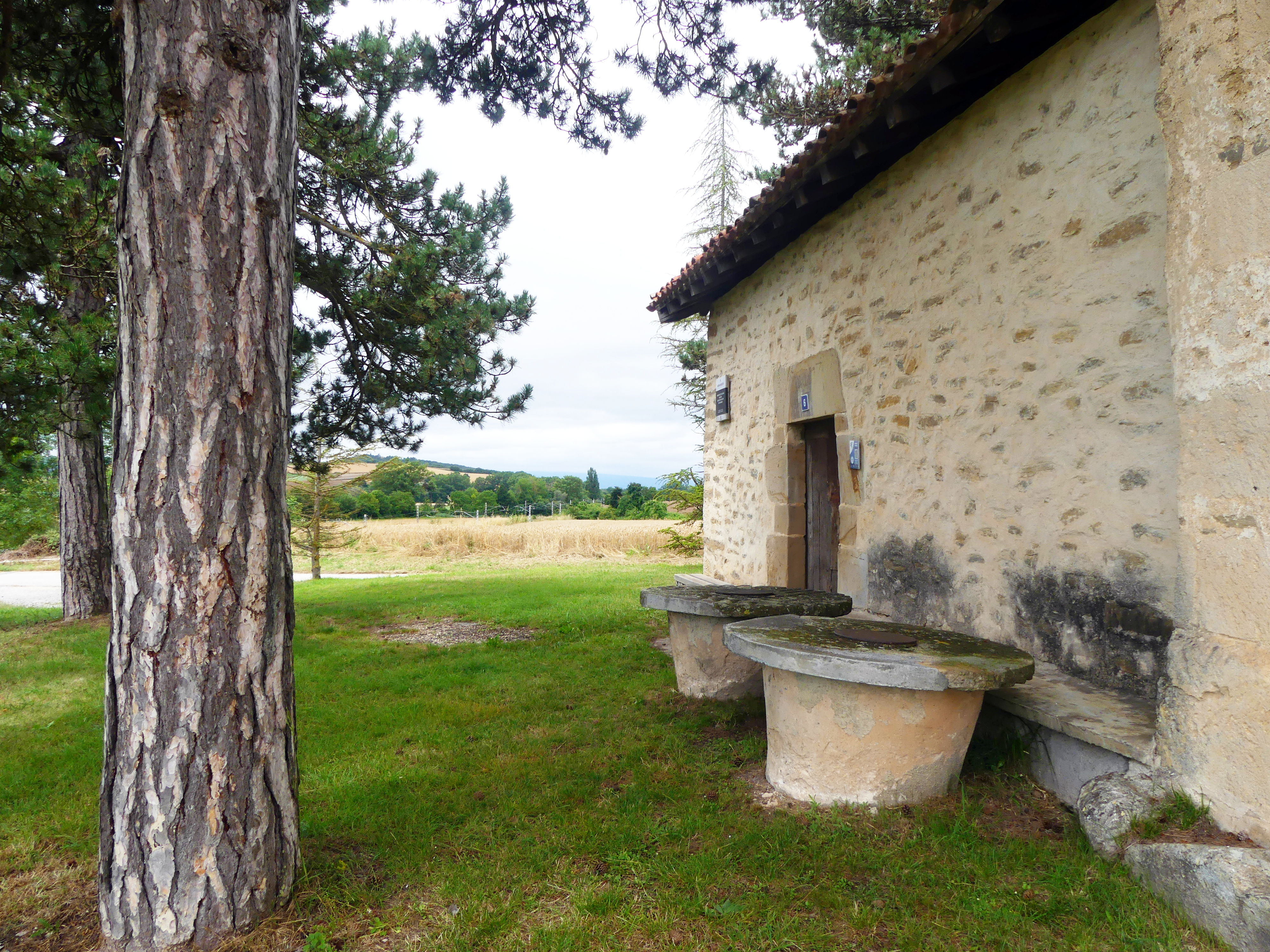
Exterior de la ermita

De la antigua iglesia románica de fábrica de sillería, que formaría parte de la desaparecida aldea de Arrarain, solo se conservan el presbiterio y el ábside semicircular del siglo XII. El ábside, cerrado con bóveda de horno, se asienta sobre sarcófagos de piedra reutilizados como cimentación de la construcción. En su cabecera se sitúa una ventana de medio punto flanqueada por dos columnas con decoración de soguedado y capiteles con escenas figuradas, tanto en el exterior como en el interior de la ermita. Los canecillos del ábside también están decorados con motivos diversos. La nave, que fue adosada en el siglo XVIII, presenta planta rectangular y fábrica de mampostería.